# Savanette
Savanette (Haïtiaans-Creools: Savanèt) is een stad en gemeente in Haïti met 36.000 inwoners. De plaats ligt bij de grens met de Dominicaanse Republiek, 56 km ten noordoosten van de hoofdstad Port-au-Prince. De gemeente maakt deel uit van het arrondissement Lascahobas in het departement Centre.
Het landschap is heuvelachtig, en het klimaat is gematigd.
Er wordt voornamelijk koffie verbouwd. Verder wordt er hout gewonnen en vee gehouden.

## Indeling
De gemeente bestaat uit de volgende sections communales:
| Nr. | Naam                  | Km²    | Inw.2015 |
| --- | --------------------- | ------ | -------- |
| 1   | Savanette (Colombier) | 56,30  | 9.325    |
| 2   | La Haye               | 118,53 | 26.875   |